# Erysimum alaicum
Erysimum alaicum là một loài thực vật có hoa trong họ Cải. Loài này được Novopokr. ex Nikitina mô tả khoa học đầu tiên năm 1955.